# CS Bourgoin-Jallieu
Der Club Sportif Bourgoin-Jallieu (kurz CSBJ) ist ein Rugby-Union-Verein aus der französischen Stadt Bourgoin-Jallieu im Département Isère. Er ist in der dritthöchsten Liga Nationale vertreten und trägt seine Heimspiele im Stade Pierre-Rajon aus.

## Geschichte
Rugby wurde in Bourgoin-Jallieu erstmals 1897 gespielt, nachdem ein aus Großbritannien zurückgekehrter Student das Spiel kennengelernt und in seiner Heimat bekannt gemacht hatte. Die Gründung des Vereins erfolgte 1906; zunächst hieß er Club Sportif Bergusien (als Bergusiens werden die Einwohner von Bourgoin bezeichnet). Während der Zwischenkriegszeit wechselte der Verein mehrmals zwischen der dritten und zweiten Liga hin und her, im Jahr 1949 etablierte er sich endgültig in der zweiten Liga. 1956 nahm er seinen heutigen Namen an.
1965 beendete der CSJB die Zweitliga-Meisterschaft an erster Stelle und stieg Mal in die höchste französische Liga auf. Die Mannschaft erwies sich in den folgenden 15 Jahren allerdings als regelrechte „Liftmannschaft“ (Abstieg 1968, Aufstieg 1971, erneuter Abstieg 1972, sofortiger Wiederaufstieg 1973, dritter Abstieg 1979). Im Jahr 1981 konnte sich der CSJB endgültig in der höchsten Liga etablieren.
In der Folge klassierte sich der CSJB meist im Mittelfeld, ohne jemals die Spitze zu erreichen. In den 1990er Jahren hatte der Verein seine bisher erfolgreichste Zeit. 1997 gewann er den Pokalwettbewerb European Challenge Cup; im Finale wurde Castres Olympique bezwungen. Im selben Jahr erreichte der CSJB auch das Meisterschaftsfinale, unterlag aber dem Favoriten Stade Toulousain. 1999 folgte eine weitere Finalteilnahme am European Challenge Cup (Niederlage gegen AS Montferrandaise). Vier weitere Finalniederlagen für den CSJB gab es zwischen 1997 und 2003 in der Challenge Yves du Manoir. 2011 musste der Verein in die Pro D2 absteigen. 2012 erhielt der Verein aus finanziellen Gründen keine Profilizenz und stieg in die Fédérale 1 ab. 2013 gelang der Wiederaufstieg.

## Erfolge
- Meisterschaftsfinalist: 1997
- Meister zweithöchste liga: 1965, 1971, 1973
- Sieger European Challenge Cup: 1997
- Finalist European Challenge Cup: 1999, 2009
- Finalist Challenge Yves du Manoir: 1997, 1998, 2002, 2003
- Sieger Challenge Jean Bouin: 1995
- Französischer Meister Groupe B: 1984
- Meisterschaftsfinalist Groupe B: 1982
- Sieger Pokal Frantz-Reichel:  2006, 2007
- Finalist Pokal Frantz-Reichel: 1998

## Finalspiele von CS Bourgoin-Jallieu

### Meisterschaft
| Datum        | Meister          | 2. Finalist         | Ergebnis | Ort                     | Zuschauer |
| ------------ | ---------------- | ------------------- | -------- | ----------------------- | --------- |
| 31. Mai 1997 | Stade Toulousain | CS Bourgoin-Jallieu | 12:6     | Parc des Princes, Paris | 44.000    |

### European Challenge Cup
| Datum            | Sieger              | 2. Finalist         | Ergebnis | Ort                               | Zuschauer |
| ---------------- | ------------------- | ------------------- | -------- | --------------------------------- | --------- |
| 26. Januar 1997  | CS Bourgoin-Jallieu | Castres Olympique   | 18:9     | Stade de la Méditerranée, Béziers | 10.000    |
| 27. Februar 1999 | AS Montferrandaise  | CS Bourgoin-Jallieu | 35:16    | Stade Gerland, Lyon               | 31.986    |
| 22. Mai 2009     | Northampton Saints  | CS Bourgoin-Jallieu | 15:3     | The Stoop, London                 | 09.260    |

## Bekannte ehemalige Spieler
- Julien Bonnaire
- Jacques Bouquet
- Marc Cécillon
- Sébastien Chabal
- Sascha Fischer (Deutschland)
- Stéphane Glas
- Robert Mohr (Deutschland)
- Lionel Nallet